# Burg (Altos Pirenéus)
Burg é uma comuna francesa na região administrativa de Occitânia, no departamento dos Altos Pirenéus. Estende-se por uma área de 12,56 km², Em 2010 a comuna tinha 290 habitantes (densidade: 23,1 hab./km²)..